# صبح بعد تاریکی
«صبح بعد تاریکی» تک‌آهنگی در سبک پاپ و رپ از تیمبلند، نلی فورتادو، سوشی است که در سال ۲۰۰۹ میلادی منتشر شد.
این تک‌آهنگ در چارت‌های سوئد، جزو ده ترانه اول قرار گرفت.